# Narodowa Organizacja Rosyjskich Faszystów
Narodowa Organizacja Rosyjskich Faszystów (ros. Национальная Организация Русских Фашистов, NORF) – emigracyjne rosyjskie ugrupowanie polityczne o charakterze faszystowskim działające w latach 20. XX wieku

## Zarys historyczny
Ugrupowanie powstało w Serbii w 1924 r. Na jego czele stali prof. Dmitrij P. Ruzkij i b. generał rosyjski Piotr W. Czerski. W 1927 r. został ogłoszony program NORF, który – opierając się na wzorcach włoskiego faszyzmu – głosił konieczność rewolucyjnej walki z bolszewizmem w celu utworzenia nowej Rosji. Jednakże ugrupowanie nie zdołało rozwinąć szerszej działalności i wkrótce zamarło.